# Renaud Barbaras
Renaud Barbaras (Parigi, 27 agosto 1955) è un filosofo francese.

## Biografia
Renaud Barbaras è un ex allievo dell'École normale supérieure di Saint-Cloud. Attualmente insegna filosofia contemporanea presso l'Université Paris 1 Panthéon-Sorbonne, dopo essere stato per diversi anni presidente della giuria dell'agrégation in filosofia. 
Nel 2014 Barbaras ha ricevuto il Grand Prix de Philosophie dell'Académie française. Nel 2017 ha ricevuto il premio Mercier per il suo libro Métaphysique du sentiment. Nel 2019 ha ricoperto la cattedra Cardinal Mercier presso l'Institut Supérieur de Philosophie dell'Università Cattolica di Lovanio per un insegnamento dal titolo L'appartenance. Vers une théorie de la chair. 

## Pensiero
È interessato principalmente alla fenomenologia, e in particolare al pensiero di Edmund Husserl, Maurice Merleau-Ponty e Jan Patočka. I suoi libri e seminari più recenti sono dedicati ai problemi posti da quella che egli chiama la "fenomenologia della vita". 

## Posizioni politiche
Nel 2017 ha co-firmato un articolo su Mediapart intitolato Faire gagner la gauche passe par le vote Mélenchon.

## Pubblicazioni

### Opere
- (FR) Renaud Barbaras, Autrui, Paris, Quintette, 1989.
- (FR) Renaud Barbaras, De l'être du phénomène: sur l'ontologie de Merleau-Ponty, Grenoble, J. Millon, 1991.
- (FR) Renaud Barbaras, La perception: essai sur le sensible, Paris, Hatier, 1994.
- (FR) Renaud Barbaras, Merleau-Ponty, Paris, Ellipses, 1997.
- (FR) Renaud Barbaras, Le tournant de l'expérience: recherches sur la philosophie de Merleau-Ponty, Paris, Vrin, 1998.
- (FR) Renaud Barbaras, Le désir et la distance: introduction à une phénoménologie de la perception, Paris, Vrin, 1999.
- (FR) Renaud Barbaras, Vie et intentionnalité: recherches phénoménologiques, Paris, Vrin, 2003.
- (FR) Renaud Barbaras, Introduction à la philosophie de Husserl, Paris, Éditions de la Transparence, 2004.
- (FR) Renaud Barbaras, Le mouvement de l'existence: études sur la phénoménologie de Jan Patočka, Paris, Éditions de la Transparence, 2007.
- (FR) Renaud Barbaras, Introduction à une phénoménologie de la vie, Paris, Vrin, 2008.
- (FR) Renaud Barbaras, L'ouverture du monde: lecture de Jan Patočka, Paris, Éditions de la Transparence, 2011.
- (FR) Renaud Barbaras, La vie lacunaire, Paris, Vrin, 2011.
- (PT) Renaud Barbaras, Investigações fenomenológicas Em direção a uma fenomenologia da vida, Curitiba, Editora UFPR, 2011.
- (FR) Renaud Barbaras, Dynamique de la manifestation, Paris, Vrin, 2013.
- (FR) Renaud Barbaras, Métaphysique du sentiment, Paris, Éditions du Cerf, 2016.
- (FR) Renaud Barbaras, Le désir et le monde, Paris, Éditions Hermann, 2016.
- (FR) Renaud Barbaras, Lectures phénoménologiques et Recherches phénoménologiques, Paris, Éditions Beauchesne, 2019.
- (FR) Renaud Barbaras, L'appartenance. Vers une cosmologie phénoménologique, Leuven, Peeters, 2019.

### Traduzioni in italiano
- Renaud Barbaras, L'altro, Milano, Episteme, 1996.
- Renaud Barbaras, La percezione. Saggio sul sensibile, a cura di Giacomo Carissimi, Milano-Udine, Mimesis, 2002, ISBN 88-8483-106-7.
- Renaud Barbaras, Introduzione a una fenomenologia della vita, traduzione di Camilla Rocca, Milano-Udine, Mimesis, 2014, ISBN 978-88-575-2041-4.
- Renaud Barbaras, Dinamica della manifestazione, a cura di Giorgia Bordoni, Roma, Lithos, 2016, ISBN 978-88-99581-03-9.